# Vickie Blue
Victory Tischler-Blue (nascida em Newport Beach, California, em 16 de setembro de 1959) é uma cineasta, diretora, escritora, música e fotógrafa estadunidense. Tischler-Blue começou a trabalhar na indústria do entretenimento aos 17 anos, usando o nome de Vicki Blue, quando ela se juntou ao The Runaways. Após o fim da banda, ela foi escalada pelo diretor Rob Reiner em This Is Spinal Tap.
Em 2003, Tischler-Blue lançou Edgeplay: A film about The Runaways, um documentário que inspirou o filme de 2010 The Runaways, estrelado por Kristen Stewart, Dakota Fanning e Scout Taylor-Compton. A partir de 2010, Tischler-Blue se tornou a produtora-executiva de duas séries de televisão que estrearam no mesmo ano, El Guitarrista e Rarebirds.

## Música
Vicki Blue fez uma audição para o The Runaways depois que a baixista, Jackie Fox, deixou a banda no verão de 1977. Vicki Blue fez bem em sua audição e se tornou a nova baixista das Runaways. Vicki tocou baixo no álbum de estúdio das Runaways, Waitin' for the Night, e viajou com elas no outono de 1977, até o final de 1978. Vicki deixou a banda antes de começar a gravar And Now... The Runaways, no entanto, ela foi creditada por tocar baixo nesse álbum.
Vicki fez backing vocal no álbum do Girlschool, Play Dirty, lançado em 8 de novembro de 1983.

## Carreira
Vicki Blue interpretou Cindy em This Is Spinal Tap e ela mesma em The Return of Bruno. Vicki adora cinema tanto que a maior parte de sua carreira após o The Runaways, consistiu em produzir, dirigir e escrever filmes. Seu trabalho mais conhecida é Edgeplay: A Film About the Runaways. Vicki trabalhou com a ex-colega Lita Ford, produzindo o videoclipe de Lita para seu single "Mother".

## Edgeplay
Em 2004, Tischler-Blue lançou o Edgeplay: A Film About the Runaways. Foi produzido pela Showtime Networks e Rob Reiner disse: "Fiquei hipnotizado ... Este documentário de rock incrivelmente honesto é nota 11". Um filme de 2010 sobre o The Runaways, estrelado por Kristen Stewart, Dakota Fanning e Michael Shannon cita o Edgeplay de Tischler-Blue como uma inspiração para os elementos do filme.

## Filmografia
| Ano  | Filme                               | Pepel     | Nota |
| ---- | ----------------------------------- | --------- | ---- |
| 1984 | This Is Spinal Tap                  | Cindy     |      |
| 1987 | The Return of Bruno                 | Ela mesma |      |
| 2005 | Edgeplay: A Film About the Runaways | Ela mesma |      |